# Salmo taleri
Salmo taleri är en fiskart som först beskrevs av Karaman, 1933.  Salmo taleri ingår i släktet Salmo och familjen laxfiskar. Inga underarter finns listade i Catalogue of Life.
Denna laxfisk förekommer i avrinningsområdet av floderna Morača och Zeta i Montenegro och norra Albanien. Den hittas i vattendrag i bergstrakter.
Introducerade närbesläktade arter kan resultera i hybrider. Populationens storlek är okänd. IUCN kategoriserar arten globalt som otillräckligt studerad.